# Supersonic (Oasis)
Supersonic è il singolo di debutto della band inglese Oasis. Scritta dal chitarrista Noel Gallagher, la canzone è presente nell'album d'esordio del gruppo, Definitely Maybe, pubblicato il 29 agosto 1994.

## Copertina
La copertina del singolo ritrae la band negli studi di Monnow Valley, in Galles. Lo scatto, opera del fotografo Michael Spencer Jones, risale alle registrazioni di Definitely Maybe, sotto la supervisione di Brian Cannon, direttore artistico.

## Pubblicazione e classifiche
Il singolo fu pubblicato l'11 aprile 1994 e si issò alla posizione numero 31 della Official Singles Chart, ad oggi la posizione in classifica più bassa mai raggiunta da un singolo degli Oasis. Il gruppo la suonò nel suo debutto televisivo nazionale, nel programma The Word in onda su Channel 4. Nonostante il modesto risultato in termini di vendite, è una delle canzoni preferite dalla band e dai loro fan, come attestano l'intervista contenuta nel Definitely Maybe DVD (in cui Noel ha affermato che questa è la sua canzone preferita degli Oasis) e il premio ricevuto nel Regno Unito, dove il singolo ha vinto il disco d'argento il 30 giugno 2006, a ben dodici anni dalla sua pubblicazione.
Nel marzo 2005 la rivista Q ha inserito Supersonic al ventesimo posto della sua lista delle "100 miglior canzoni con chitarra". Nel maggio 2007, invece, l'NME l'ha inserita al venticinquesimo posto della sua lista delle "50 migliori canzoni indie". Nel 2019 è divenuto singolo di platino nel Regno Unito.

## Registrazioni
Alla popolarità del brano hanno contribuito anche la particolarità e la stranezza del testo, che Noel Gallagher descrive come un insieme di rime nonsense scritte in dieci minuti nel dicembre 1993, mentre la band si trovava nello studio di registrazione Pink Museum di Liverpool. Lo studio apparteneva ai Real People, il cui cantante Tony Griffiths aveva deciso di metterlo a disposizione degli Oasis, avendo conosciuto Noel durante la militanza di quest'ultimo negli Inspiral Carpets, alcuni anni prima. Gli Oasis avrebbero dovuto registrare Bring it on Down, che doveva essere il singolo di debutto del gruppo, ma con il procedere delle registrazioni erano sempre meno convinti di quello che stessero facendo. Durante una piccola pausa Noel iniziò a improvvisare alla chitarra una melodia, accompagnato dal batterista Tony McCarroll e dall'altro chitarrista Paul "Bonehead" Athurs. A improvvisazione terminata, la band si accingeva a iniziare la registrazione di Bring It On Down quando Griffiths irruppe nella stanza e disse alla band che quell'improvvisazione aveva la stoffa per diventare una canzone di successo. Mentre il resto del gruppo si prese una pausa per andare a consumare un rapido pasto presso una tavola calda cinese, Noel decise di rimanere in sala per riflettere sul da farsi. In mezz'ora circa scrisse Supersonic, che impressionò tutti al punto da far cadere su di sé la scelta come singolo di debutto della band, a spese di Bring it on Down. Tony Griffiths contribuì anche alle seconde voci del brano.
(Noel Gallagher)
L'identità del personaggio Elsa, citato nel testo, ha causato una certa confusione. Secondo la canzone: "She done it with a doctor / On a helicopter / she's sniffin' in a tissue / Sellin' the Big Issue" ("L'ha fatto con un dottore / su un elicottero / sta sniffando nel fazzoletto / mentre vende il Big Issue"). Noel ha detto che un giorno un uomo gli aveva chiesto se il testo avesse a che fare con la prostituzione minorile, ma emerse che, in realtà, Elsa era un rottweiler di nove anni con problemi di flatulenza, che si trovava in studio il giorno in cui la canzone era stata scritta, come d'altronde spiega il verso: "She's into Alka Seltzer" ("Lei va matta per l'Alka Seltzer").
Parlando della canzone, Noel ha detto:

## Video
Per questo brano sono stati prodotti due diversi videoclip, uno per il Regno Unito e uno per gli USA. La prima versione, con gli Oasis che suonano su un tetto di un hotel situato vicino alla stazione di King's Cross, a Londra, ricorda molto il celebre rooftop concert dei Beatles. La versione statunitense del video include scene poi riutilizzate anche per il video di Some Might Say.

## Tracce
1. Supersonic
2. Take Me Away
3. I Will Believe
4. Columbia (White Label Demo)

## Formazione
- Liam Gallagher – voce, tamburello, battito delle mani
- Noel Gallagher – chitarra solista, cori, battito delle mani
- Paul "Bonehead" Arthurs – chitarra ritmica
- Paul "Guigsy" McGuigan – basso
- Tony McCarroll – batteria

Altri musicisti
- Anthony Griffiths – cori

## Classifiche
| Classifica (1994/95)          | Posizione massima |
| ----------------------------- | ----------------- |
| Francia                       | 33                |
| Irlanda                       | 24                |
| Nuova Zelanda                 | 28                |
| Regno Unito                   | 31                |
| Stati Uniti (alternative)     | 11                |
| Stati Uniti (mainstream rock) | 38                |

## Utilizzi
Dal 1º settembre 2009 è possibile scaricarla per i videogiochi musicali Rock Band, in una versione live.
La canzone dà il nome al documentario sulla band uscito nell'ottobre 2016.